# Radłów (Klein-Polen)
Radłów is een plaats (miasto sinds 2009) in het Poolse woiwodschap Klein-Polen, in het district Tarnowski. De plaats maakt deel uit van de gemeente Radłów en telt 2800 inwoners.